# Eferdinger Becken
Eferdinger Becken este o arie protejată (arie specială de conservare — SAC, sit de importanță comunitară — SCI) din Austria întinsă pe o suprafață de 1.346 ha, integral pe uscat.

## Localizare
Centrul sitului Eferdinger Becken este situat la coordonatele 48°19′02″N 14°04′31″E / 48.3171°N 14.0752°E.

## Înființare
Situl Eferdinger Becken a fost declarat sit de importanță comunitară în noiembrie 2014 pentru a proteja 22 de specii de animale. Situl a fost protejat și ca arie specială de conservare în iulie 2021.

## Biodiversitate
Situată în ecoregiunea continentală, aria protejată conține 5 habitate naturale: Lacuri eutrofice naturale cu vegetație de tip Magnopotamion sau Hydrocharition, Pajiști uscate seminaturale și facies de acoperire cu tufișuri pe substraturi calcaroase (Festuco-Brometalia) (* situri importante pentru orhidee), Fânețe de joasă altitudine (Alopecurus pratensis, Sanguisorba officinalis), Păduri aluvionare cu Alnus glutinosa și Fraxinus excelsior (Alno-Padion, Alnion incanae, Salicion albae), Păduri mixte riverane de Quercus robur, Ulmus laevis și Ulmus minor, Fraxinus excelsior sau Fraxinus angustifolia, de-a lungul marilor râuri (Ulmenion minoris).
La baza desemnării sitului se află mai multe specii protejate:
- amfibieni (1): triton cu creastă (Triturus cristatus)
- mamifere (4): liliac cârn (Barbastella barbastellus), castor (Castor fiber), vidră de râu (Lutra lutra), liliac cărămiziu (Myotis emarginatus)
- nevertebrate (3): Cucujus cinnaberinus, Osmoderma eremita, Unio crassus
- pești (14): avat (Aspius aspius), zglăvoacă (Cottus gobio), Eudontomyzon mariae, Gymnocephalus baloni, răspăr (Gymnocephalus schraetzer), țipar (Misgurnus fossilis), boarță (Rhodeus amarus), porcușor de vad (Romanogobio uranoscopus), porcușor de șes (Romanogobio vladykovi), Rutilus meidingeri, babușcă de tur (Rutilus virgo), câră (Sabanejewia balcanica), fusar (Zingel streber), pietrar (Zingel zingel)